# Ізраїль на літніх Олімпійських іграх 1968
Ізраїль на літніх Олімпійських іграх 1968 року, які проходили у мексиканському місті Мехіко, був представлений 29 спортсменами (26 чоловіками та 3 жінками) у 4 видах спорту. Прапороносцем на церемоніях відкриття та закриття Олімпійських ігор був плавець Гершон Шефа.
Ізраїль вп'яте взяв участь у літніх Олімпійських іграх. Ізраїльські спортсмени не завоювали жодної медалі.

## Легка атлетика
| Спортсмен   | Дисципліна              | Раунд             | Результат | Місце     | Прим.              |
| ----------- | ----------------------- | ----------------- | --------- | --------- | ------------------ |
| Шаул Ладані | 50 км, ходьба, чоловіки |                   | 5:01:06.0 | 24        |                    |
| Гана Шеціфі | 400 м, жінки            | Відбірковий раунд | 56.3 с    | 7 у групі | не кваліфікувалась |
| Гана Шеціфі | 800 м, жінки            | Відбірковий раунд | 2:09.2 с  | 6 у групі | не кваліфікувалась |

## Плавання
|          | Спортсмен      | Дисципліна                  | Раунд              | Час    | Місце | Прим.              |
| -------- | -------------- | --------------------------- | ------------------ | ------ | ----- | ------------------ |
| Чоловіки | Амнон Крауц    | 100 м вільним стилем        | Відбірковий заплив | 57.2   | 43    | не кваліфікувався  |
| Чоловіки | Амнон Крауц    | 200 м вільним стилем        | Відбірковий заплив | 2:09.3 | 41    | не кваліфікувався  |
| Чоловіки | Йоган Кенде    | 100 м брасом                | Відбірковий заплив | 1:12.3 | 26    | не кваліфікувався  |
| Чоловіки | Йоган Кенде    | 200 м брасом                | Відбірковий заплив | 2:44.3 | 25    | не кваліфікувався  |
| Чоловіки | Гершон Шефа    | 200 м брасом                | Відбірковий заплив | 2:42.6 | 23    | не кваліфікувався  |
| Чоловіки | Гершон Шефа    | 200 м комплексним плаванням | Відбірковий заплив | 2:26.6 | 32    | не кваліфікувався  |
| Чоловіки | Гершон Шефа    | 400 м комплексним плаванням | Відбірковий заплив | 5:22.6 | 30    | не кваліфікувався  |
| Чоловіки | Авраам Меламед | 100 м батерфляєм            | Відбірковий заплив | 59.4   | 9     | Q                  |
| Чоловіки | Авраам Меламед | 100 м батерфляєм            | Півфінал           | 59.6   | 11    | не пройшов у фінал |
| Чоловіки | Авраам Меламед | 200 м батерфляєм            | Відбірковий заплив | 2:15.4 | 15    | не кваліфікувався  |
| Жінки    | Шломіт Нір     | 100 м брасом                | Відбірковий заплив | 1:20.9 | 19    | не кваліфікувалася |
| Жінки    | Шломіт Нір     | 200 м брасом                | Відбірковий заплив | 2:58.5 | 23    | не кваліфікувалася |
| Жінки    | Івонне Тобіс   | 100 м батерфляєм            | Відбірковий заплив | 1:12.0 | 19    | не кваліфікувалася |
| Жінки    | Івонне Тобіс   | 200 м комплексним плаванням | Відбірковий заплив | 2:41.0 | 20    | не кваліфікувалася |
| Жінки    | Івонне Тобіс   | 400 м комплексним плаванням | Відбірковий заплив | 5:53.8 | 21    | не кваліфікувалася |

## Стрільба
Чоловіки
| Спортсмен       | Дисципліна                      | Фінал | Фінал |
| Спортсмен       | Дисципліна                      | Бали  | Місце |
| --------------- | ------------------------------- | ----- | ----- |
| Негемія Сіркіс  | гвинтівка, 50 м лежачи          | 591   | 28    |
| Генрі Гершкович | гвинтівка, 50 м лежачи          | 588   | 45    |
| Генрі Гершкович | гвинтівка, 50 м з трьох позицій | 1124  | 41    |
| Зеліг Штрох     | гвинтівка, 50 м з трьох позицій | 1095  | 51    |
| Міхаель Мартон  | пістолет, 50 м                  | 530   | 47    |

## Футбол

### Команда
Головний тренер: Еммануель Шеффер
| N. | Поз. | Футболіст            | ДН              | Вік | Caps | Клуб                 | Ігри | Забиті голи | Зіграний час, хв | Sub off | Sub on | Картки жовта/чер. |
| -- | ---- | -------------------- | --------------- | --- | ---- | -------------------- | ---- | ----------- | ---------------- | ------- | ------ | ----------------- |
| 1  | Вор  | Хаїм Левін           | 3 березня 1937  | 31  | ?    | Маккабі, Тель-Авів   | 3    | 0           | 300              | 0       | 0      | 0                 |
| 2  | Зах  | Шрага Бар            | 24 березня 1948 | 21  | ?    | Маккабі, Нетанья     | 4    | 1           | 293              | 0       | 1      | 1                 |
| 3  | Зах  | Менахем Белло        | 26 грудня 1947  | 20  | ?    | Маккабі, Тель-Авів   | 4    | 0           | 390              | 0       | 0      | 0                 |
| 4  | Зах  | Цві Розен            | 23 червня 1947  | 21  | ?    | Маккабі, Тель-Авів   | 4    | 0           | 390              | 0       | 0      | 3                 |
| 5  | Зах  | Їшааяху Швагер       | 10 лютого 1946  | 22  | ?    | Маккабі, Хайфа       | 3    | 0           | 196              | 2       | 0      | 0                 |
| 6  | ПЗх  | Шмуель Розенталь     | 22 квітня 1947  | 21  | ?    | Хапоель, Петах-Тіква | 3    | 0           | 300              | 0       | 0      | 1                 |
| 7  | Нап  | Рахамім Талбі        | 17 травня 1943  | 25  | ?    | Маккабі, Тель-Авів   | 3    | 1           | 238              | 0       | 0      | 1 1               |
| 8  | ПЗх  | Жора Шпігель         | 27 липня 1947   | 21  | ?    | Маккабі, Тель-Авів   | 4    | 2           | 390              | 0       | 0      | 0                 |
| 9  | Нап  | Єгошуа Файгенбаум    | 5 грудня 1947   | 20  | ?    | Хапоель, Тель-Авів   | 4    | 4           | 390              | 0       | 0      | 0                 |
| 10 | Нап  | Мордехай Шпіглер     | 19 серпня 1944  | 23  | ?    | Маккабі, Нетанья     | 4    | 1           | 390              | 0       | 0      | 0                 |
| 11 | ПЗх  | Робі Янг             | 15 травня 1942  | 26  | ?    | Хапоель, Хайфа       | 2    | 0           | 120              | 1       | 1      | 0                 |
| 12 | Нап  | Іцхак Друкер         | 3 липня 1947    | 21  | ?    | Хапоель, Петах-Тіква | 3    | 0           | 211              | 0       | 0      | 1                 |
| 13 | ПЗх  | Джордж Борба         | 12 липня 1944   | 23  | ?    | Хапоель, Тель-Авів   | 3    | 0           | 225              | 1       | 0      | 0                 |
| 14 | Зах  | Іцхак Енгландер      | 30 квітня 1946  | 22  | ?    | Хапоель, Хайфа       | 1    | 0           | 45               | 0       | 1      | 0                 |
| 15 | ПЗх  | Іцхак Шум            | 1 вересня 1948  | 19  | ?    | Хапоель, Кфар-Сава   | 0    | 0           | 0                | 0       | 0      | 0                 |
| 16 | Зах  | Давид Карако         | 11 лютого 1945  | 23  | ?    | Маккабі, Тель-Авів   | 1    | 0           | 70               | 1       | 0      | 0                 |
| 17 | Нап  | Нахман Кастро        | 23 січня 1948   | 20  | ?    | Хапоель, Тель-Авів   | 1    | 0           | 20               | 0       | 1      | 0                 |
| 18 | Вор  | Ціон Дагмі           |                 |     | ?    | Хапоель, Рамат-Ган   | 0    | 0           | 0                | 0       | 0      | 0                 |
| 19 | Вор  | Шмуель Маліка-Агарон | 1947            |     | ?    | Бней-Єгуда           | 1    | 0           | 90               | 0       | 0      | 0                 |

### Груповий турнір
Група С
Турнірна таблиця
| Збірна    | Матчі | В | Н | П | ГЗ | ГП | РГ | Очки |
| --------- | ----- | - | - | - | -- | -- | -- | ---- |
| Угорщина  | 3     | 2 | 1 | 0 | 8  | 2  | +6 | 5    |
| Ізраїль   | 3     | 2 | 0 | 1 | 8  | 6  | +2 | 4    |
| Гана      | 3     | 0 | 2 | 1 | 6  | 8  | −2 | 2    |
| Сальвадор | 3     | 0 | 1 | 2 | 2  | 8  | −6 | 1    |

Зіграні матчі
| 1968-10-13 12:00 |

| Ізраїль                                | 5 – 3  | Гана                     |
| -------------------------------------- | ------ | ------------------------ |
| Шпігель 11' 75' Файгенбаум 16' 30' 70' | Report | Джабір 18' 79' Амоса 35' |

| Estadio Nou Camp, Леон Арбітр: Мішель Кітабджан |

| 1968-10-15 12:00 |

| Ізраїль                       | 3 – 1  | Сальвадор    |
| ----------------------------- | ------ | ------------ |
| Талбі 20' Шпіглер 44' Бар 85' | Report | Мартінес 35' |

| Estadio Nou Camp, Леон Арбітр: Томпсон Шакібудін Бадру |

| 1968-10-17 12:00 |

| Угорщина         | 2 – 0  | Ізраїль |
| ---------------- | ------ | ------- |
| A. Дунаї 40' 75' | Report |         |

| Estadio Jalisco, Гвадалахара Арбітр: Артуро Ямасакі |

### Чвертьфінал
| 1968-10-20 12:00 |

| Болгарія      | 1 – 1  | Ізраїль        |
| ------------- | ------ | -------------- |
| Христакієв 5' | Report | Файгенбаум 89' |

| Estadio Nou Camp, Леон Арбітр: Мішель Кітабджан |

Болгарія пройшла далі після жеребкування.